# Artur Malawski

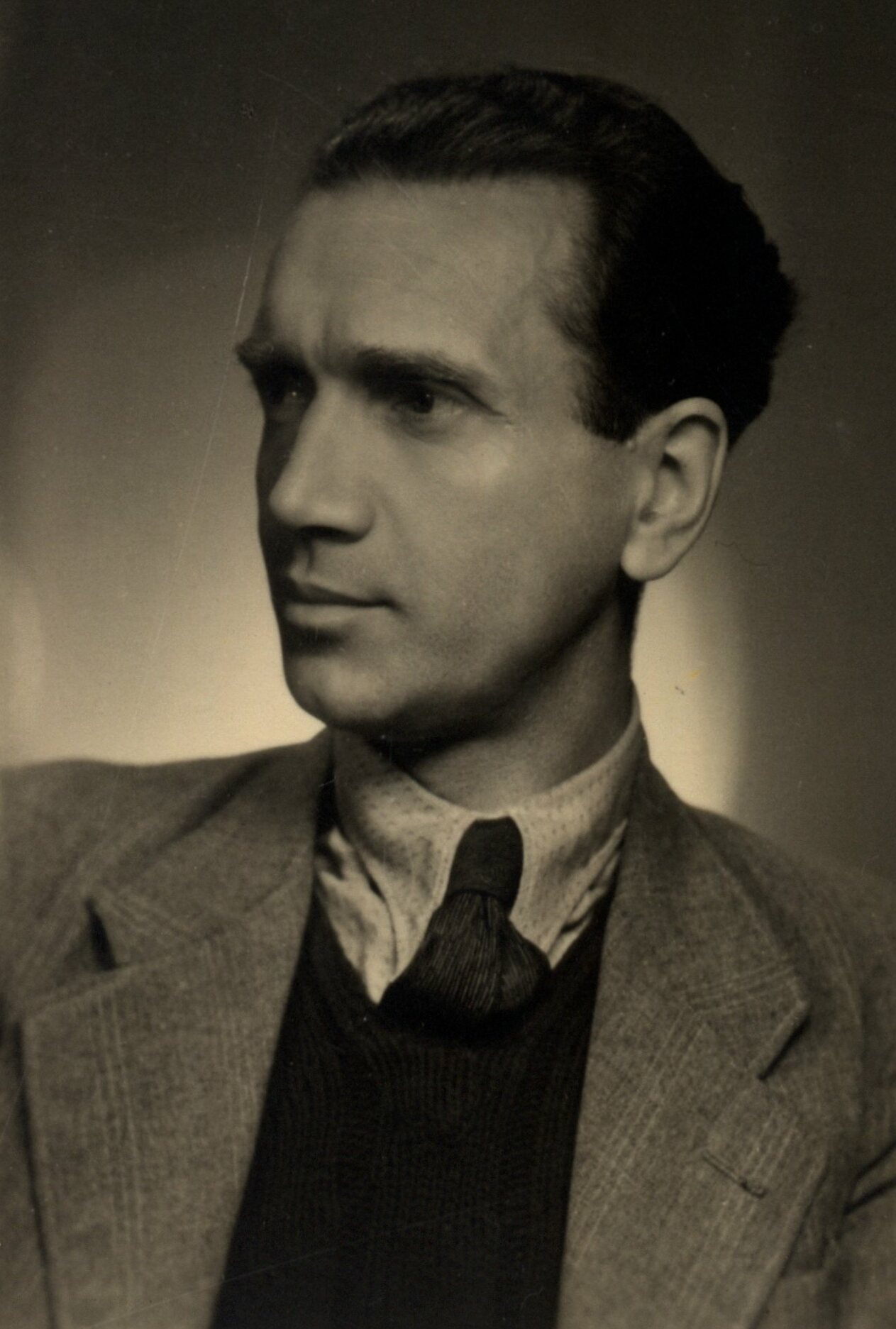
Artur Malawski

Artur Malawski (Przemyśl, 4 juli 1904 – Krakau 26 december 1957) was een Poolse componist, violist en dirigent.

## Levensloop
Malawski studeerde aanvankelijk viool aan het conservatorium van Krakau, waar Jan Chmielewski zijn belangrijkste docent was. Daarna werd hij compositieleerling van Kazimierz Sikorski aan het conservatorium van Warschau. Aansluitend studeerde hij nog orkestdirectie bij Walerian Bierdiajew aan hetzelfde instituut. 
Malawski was aanvankelijk vooral actief als viooldocent. Tijdens de Tweede Wereldoorlog bekleedde hij posten in Tarnopol en Lublin. In 1945 werd hij benoemd tot docent aan het conservatorium van Krakau voor de vakken compositie, dirigeren en muziektheorie. Deze post behield hij tot zijn dood. Ook was hij, tussen 1950 en 1954, docent aan de Muziekhogeschool in Katowice.
Naast zijn didactische werk, was Malawski na de oorlog actief als dirigent van verschillende Poolse orkesten, vooral van eigen muziek.
Als componist ontwikkelde hij zich steeds verder. Zijn muziek leverde hem diverse prijzen op. Ook was hij enige tijd voorzitter van de Poolse afdeling van de componistenorganisatie ISCM. 

## Werken
Malawski schreef muziek in een gematigd moderne stijl, die ook bij de communistische Poolse machthebbers in de eerste naoorlogse jaren geen problemen opleverde.
Hij componeerde in vrijwel alle genres, maar schreef geen enkele opera. Als componist bleef hij heel kritisch ten aanzien van zijn eigen werk. Veel stukken, zoals zijn eerste strijkkwartet en een strijksextet, werden door hemzelf uiteindelijk vernietigd.
Orkestwerken
- Allegro capriccioso voor klein orkest (1929)
- Sinfonietta (1935)
- Fuga in oude stijl (1936)
- Symfonische variaties (1937)
- Oekraïense fantasie (1941)
- Symfonie no. 1 (1943)
- Symfonische studies voor piano en orkest (1947)
- Toccata en fuga voor piano en orkest (1949)
- Hungaria, symfonisch gedicht (1956)
- Symfonie no. 2 Dramatische (1956)

Werken voor (solisten,) koor en orkest
- Ballade van de kikkers (1934)
- Het eiland van Gorgo, cantate voor sopraan, bariton, gemengd koor en orkest (1939)
- Het oude sprookje voor mezzosopraan, bariton, gemengd koor en orkest (1950)
- De Pieken, balletpantomine (1950)
- Olympische Hymne (1954)

Kamermuziek
- Burleske for viool en piano (1940)
- Strijkkwartet no. 2 (1943)
- Sonate voor viool en piano (1953)
- Trio voor piano, viool en cello (1953)

Liederen
- Słopiewnie "Groene woorden" (1935)
- Drie kinderliederen (1949)
- Aan moeder (1950)

Pianomuziek
- Tor (1933)
- Mazurka (1946)
- Vijf miniaturen (1947)

- Bibliothèque nationale de France: cb13936790x (data)
- CiNii: DA18988206
- Gemeinsame Normdatei: 134631307
- International Standard Name Identifier: 0000 0001 0929 2570
- Library of Congress Control Number: nr89006108
- Nationale Bibliotheek van Letland: 000151371
- MusicBrainz: 2f6f86c3-c16f-4aaa-8113-0e12c103171c
- Nationale Bibliotheek van Tsjechië: ola2008455563
- Nationale Bibliotheek van Israël: 987007451320605171
- Nederlandse Thesaurus van Auteursnamen: 296052191
- Réseau des bibliothèques de Suisse occidentale: 02-A003553586
- Istituto Centrale per il Catalogo Unico: DDSV269886
- Système universitaire de documentation: 174095139
- Virtual International Authority File: 100986242
- WorldCat: E39PBJgHctcyWX4MkKwy7BQyVC